# 新潟県道140号内野停車場線
新潟県道140号内野停車場線（にいがたけんどう140ごう うちのていしゃじょうせん）は、新潟県新潟市西区内の一般県道である。

## 概要
JR越後線・内野駅正面口を起点に、周辺の幹線道路を結んでいる。
内野駅前の内野四ツ角交差点で旧国道116号（県道2号・16号）と交差。この先を直進すると国道116号（新潟西バイパス）・高山IC、大野町方面に至る。県道140号の区間としては、内野四ツ角交差点を赤塚・岩室方面に折れ、2つ目の信号である三日月橋東詰交差点から北上。越後線を踏切（浜街道踏切）で跨いだ後、上方に新川元橋を仰ぎ、左手に新川、右手に内野山手地区の急峻な斜面を望みながら、五十嵐二ノ町地内ある、往来橋東詰の五十嵐2交差点で旧国道402号である「産業道路」と交差。この先は新川漁港に至る新潟市道五十嵐二の町2号線となる。当県道の区間はさらに往来橋を西へ渡り、国道402号の新潟海岸バイパスと交差する五十嵐三ノ町丁字路で終点となる。

### 路線データ
- 起点：新潟市西区内野町（JR内野駅前）
- 終点：新潟市西区五十嵐三ノ町（五十嵐三ノ町丁字路＝国道402号交点）

## 路線状況
国道402号のルート変更に伴い、2011年4月2日に新潟市西区五十嵐二ノ町（往来橋東詰・五十嵐2交差点） - 新潟市西区五十嵐三ノ町（五十嵐三ノ町丁字路）が編入されて区間を延長した。

### 通称
- 内野駅前通り（内野駅前 - 内野四ツ角交差点）
- 富山街道
- 浜街道

### 重複区間
- 新潟県道2号新潟寺泊線（内野四ツ角交差点 - 三日月橋交差点）

### 道路施設
- 往来橋（新潟市西区） : 62.5m

### 交通量
2010年度（平成22年度道路交通センサスより）
平日24時間交通量（台）
- 新潟市西区内野町：6,948

2005年度（平成17年度道路交通センサスより）
平日24時間交通量（台）
- 新潟市西区内野町：3,698

## 地理

### 通過する自治体
- 新潟県
新潟市（西区）

### 交差する道路
- 新潟県道2号新潟寺泊線（内野四ツ角交差点）
- 新潟県道16号新潟亀田内野線（同）
- 新潟県道2号新潟寺泊線（三日月橋交差点）
- 新潟市道文京町五十嵐二の町線2号＜産業道路＞（五十嵐2交差点）
- 国道402号（五十嵐三ノ町丁字路）